# Rocco Genovese
Rocco Genovese (Trapani, 5 settembre 1925 – Lavinio, 1981) è stato uno scultore italiano, esponente dell'astrattismo italiano.

## Biografia
Studia architettura all'Università "La Sapienza" di Roma e successivamente, 1949 e il 1956, ebbe i primi contatti con il  "Gruppo Origine" di Mario Ballocco, Alberto Burri  e Giuseppe Capogrossi, dove la conoscenza con lo stesso Burri e successivamente con Edgardo Mannucci ed Ettore Colla lo avvicinano sempre di più ai problemi dell'arte contemporanea non figurativa.
Insieme a Colla diresse la rivista "Artivisive" prendendo parte al dibattito sull'astrazione e la ricerca contemporanea.
Le opere mature di Genovese attraversano l'idea del mito che si trasforma in archetipo delle forme, una visione ed ideatività ancorata alla storia delle forme traslate nella sensibilità visiva contemporanea: mito e contemporaneità si trovano sullo stesso piano tra esse coordinate.